# Palazzo Cutò
Palazzo Cutò o Palazzo Aragona di Cutò è una delle grandi Ville costruite nel primo Settecento a Bagheria in provincia di Palermo nei pressi della antica via Consolare. Oggi si trova nei pressi della stazione ferroviaria della città.

## Storia
La Villa Aragona (oggi meglio conosciuta a Bagheria come Palazzo Cutò) venne edificata tra il 1712 e il 1716 da Luigi Onofrio Naselli, principe di Aragona, come residenza estiva. Il progetto venne elaborato dall'architetto Giuseppe Mariani. Nel 1803 la villa venne acquistata da Alessandro Filangeri, principe di Cutò, e in questo passaggio si rese necessaria la sostituzione delle insegne di famiglia: il monograma PC, principe di Cutò, appare oggi sul cancello principale. Nei primi del Novecento tra i proprietari vi furono Alessandro Tasca di Cutò, conosciuto come il Principe rosso per le sue simpatie socialiste e Giuseppe Tomasi di Lampedusa, futuro autore de Il Gattopardo e anche lui legato ai Filangeri di Cutò per parte materna. Nel 1923 Giuseppe Tomasi vendette la villa ad alcune famiglie bagheresi non aristocratiche (Di Bernardo e poi Carollo) che ne mantennero la proprietà fino al 1987 anno in cui l'intero complesso monumentale venne acquistato dal Comune. Sin dal 1983 il Comune ha perseguito un programma di acquisizione e di recupero che, fino al 1993, è stato diretto dall'architetto bagherese Antonio Belvedere. Dal 1993 i lavori sono stati proseguiti direttamente dalla Sovrintendenza BB.CC.AA e da tecnici comunali cui è da attribuire tutta la sistemazione degli ambienti interni. Attualmente il palazzo è divenuto sede della Biblioteca comunale Francesco Scaduto (istituita nel 1956 dal sindaco Silvestre Cuffaro), del Museo del Giocattolo Pietro Piraino e con un contratto di comodato d'uso trentennale è anche sede del Laboratorio Universitario Multimediale Michele Mancini dell'Università degli Studi di Palermo.

## Architettura
L'edificio è composto da una massiccia struttura quadrangolare, sulla cui cima è presente un vasto belvedere usato in passato come luogo di riunione per la nobiltà locale; venivano infatti allestiti spettacoli teatrali o anche vi si radunava per assistere ad i fuochi d'artificio del Festino di Santa Rosalia. Il palazzo è decorato sul frontone da due statue allegoriche poste all'interno di nicchie, gravemente mutilate nel corso degli anni. All'interno troviamo un grande scalone per l'accesso al piano nobile, composto da due rampe; questo lo differenzia dalle altre abitazioni nobiliari estive che disponevano invece l'accesso tramite scale esterne. Sono presenti all'interno anche degli affreschi databili al 1726, attribuiti al pittore Guglielmo Borremans; mostrano scene di vita mitologica e scene tratte dalla Bibbia.
Il pavimento maiolicato di una stanza della villa si trova al Museo Diocesano di Palermo.